# Gradiente Expert Plus
Gradiente Expert Plus (Expert Plus) је био кућни рачунар фирме Gradiente који је почео да се производи у Бразилу од 1989. године.
Користио је MSX Engine T7937A (један чип са , видео, улаз/излаз и аудио функцијама) као микропроцесор. RAM меморија рачунара је имала капацитет од 64 KB. 
Као оперативни систем кориштен је MSX DOS.

## Детаљни подаци
Детаљнији подаци о рачунару Expert Plus су дати у табели испод.
|                       | |
| [ 1 ]                 | |
| Произвођач            | |
| Тип                   | кућни рачунар                                                                                         |
| Меморија              | 64 KB                                                                                                 |
| Поријекло             | Бразил                                                                                                |
| Година                | 1989                                                                                                  |
| Тастатура             | тастатура са пуним помаком тастера са нумеричком тастатуром, 5 функцијских тастера и 4 тастери смјера |
| Процесор              | (један чип са , видео, улаз/излаз и аудио функцијама)                                                 |
| Фреквенција процесора | 3,58                                                                                                  |
| RAM                   | 64 KB                                                                                                 |
| ROM                   | 32 BASIC/BIOS (MSX BASIC V1.0) + ?? (демо софтвер)                                                    |
| Текст                 | мод 0: 40 x 24                                                                                        |
| Графика               | мод 2: 256 x 192 са 16 боја (висока резолуција)                                                       |
| Боја                  | 16 |
| Звук                  | General Instruments AY-3-8910 програмибилни генератор звука                                           |
| Димензије             | 345 mm (ширина) x 52 mm (висина) x 145 mm (дубина)                                                    |
| Портови               | |
| Оперативни систем     | |